# Temelucha szepligetii
Temelucha szepligetii är en stekelart som först beskrevs av Dalla Torre 1901.  Temelucha szepligetii ingår i släktet Temelucha och familjen brokparasitsteklar. Inga underarter finns listade i Catalogue of Life.